# 天地最前線
《天地最前線》（英語：Frontline）是香港無綫電視的一個資訊節目，於1999年4月12日首播，取代同類型節目《城市追擊》。
千禧年前，因亞洲電視當年藉著《還珠格格》、《少年英雄方世玉》等外購劇集重創翡翠台黃金時段收視，為了變陣，本節目因而在1999年8月9日被另一同類型節目《八通天地線》取代，（惟後續的這個節目也僅播放一星期便被叫停）其後節目名稱再改名為「全線大搜查」、「娛樂大搜查」，直至2005年6月6日改名為「東張西望」播放至今。
《天地最前線》主要內容包括講述香港及外地的當日新聞和趣聞，以及娛樂圈最新動態等，亦有名人專訪環節。

## 主持
- 鄭裕玲
- 顧紀筠